# Ardit Topalaj
Ardit Topalaj (ur. 13 lutego 2000 w Kösching) – niemiecki piłkarz, grający na pozycji środkowego obrońcy w Türkgücü Monachium.

## Kariera juniorska
Zaczynał karierę w FC Ingolstadt 04, gdzie grał w zespole U17. 1 lipca 2017 przeniósł się do zespołu U19 FC Deisenhofen. 1 stycznia 2018 roku przeszedł do oddziału U19 SpVgg Landshut.

## Kariera seniorska

### VfR Garching
Jego pierwszym klubem w karierze seniorskiej był VfR Garching, gdzie trafił 1 lipca 2019 roku. Zadebiutował 20 lipca 2019 roku w meczu Regionalligi Bayern w meczu przeciwko SpVgg Bayreuth (wygrana 1:3). Wszedł w 91. minucie, zastępując Denisa Niebauera. Łącznie zagrał 11 meczów ligowych.

### VfB Eichstätt
28 sierpnia 2020 roku przeszedł do VfB Eichstätt. W tym klubie debiut zaliczył 10 października 2020 roku w meczu przeciwko rezerwom 1. FC Nürnberg (porażka 2:4). Zagrał 87 minut, za niego wszedł Fabian Neumayer. Łącznie zagrał 3 mecze w lidze. 

### SC Eltersdorf
5 lipca 2021 roku przeniósł się do SC Eltersdorf. Zadebiutował tam 17 lipca 2021 roku w meczu przeciwko VfB Eichstätt (porażka 0:3). Zagrał cały mecz. Pierwszego gola strzelił 6 dni później w meczu przeciwko FC Memmingen (1:1). Do siatki trafił w 88. minucie. W sumie zagrał 34 mecze i strzelił jedną bramkę.

### KF Liria Prizren
1 lipca 2022 roku został zawodnikiem KF Liria Prizren. W sezonie 2023/2024 zagrał 18 meczów w Superlidze, miał gola i asystę.

### Türkgücü Monachium
31 stycznia 2024 roku został zawodnikiem Türkgücü Monachium. W tym klubie zadebiutował 24 lutego 2024 roku w meczu przeciwko TSV Aubstadt (porażka 0:1). Grał 31 minut, wszedł za niego Ali-Bey Yilmaz. Łącznie wg stanu na 15 marca 2024 roku zagrał 3 mecze w lidze.